# Le Rossignol et l'Empereur de Chine (film, 1948)
Pour les articles homonymes, voir Rossignol (homonymie) et Empereur (homonymie).
Pour plus de détails, voir Fiche technique et Distribution.
Le Rossignol et l'Empereur de Chine (Císařův slavík) est un long métrage d'animation tchèque réalisé par Jiří Trnka, sorti en 1948.

## Synopsis
Dans le royaume chinois, tout le peuple se régale du chant merveilleux d'un rossignol du jardin de l'empereur. Celui-ci l'envoie chercher pour assister à un repas. Charmé lui aussi par sa musique, il décide de le garder avec lui, dans une cage. Jusqu'au jour ou son voisin, l'empereur du Japon, lui offre un oiseau de pierres précieuses, pouvant chanter une valse (la même, toujours) autant magique que si ce fut le vrai rossignol.
Cependant, au bout d'un an, le faux rossignol se détraque, et l'empereur tombe malade. La Mort lui apparait. Le véritable oiseau revient, chante et sauve l'empereur. Celui-ci lui est entièrement reconnaissant et lui promet de ne rien dire.

## Commentaire
Une interprétation lyrique du conte traditionnel et des thèmes chers au réalisateur.

## Fiche technique
- Titre : Le Rossignol et l'Empereur de Chine
- Titre original : Císařův slavík
- Réalisation : Jiří Trnka
- Scénario : Jiří Brdečka et Jiří Trnka, adapté du conte Le Rossignol et l'Empereur de Chine de Hans Christian Andersen
- Musique : Václav Trojan
- Production : Ceskoslovenský Státni Film
- Pays d'origine : Tchécoslovaquie
- Marionnettes et images réelles
- Genre : film d'animation
- Couleur : Agfacolor
- Sans dialogues
- Durée : 76 minutes (55 minutes aux États-Unis)
- Date de sortie : 1948

## Distribution (pour la partie en images réelles)
- Helena Patockova : la fille
- Jaromir Sobotoa : le garçon

## Autour du film
Břetislav Pojar, lui-même futur réalisateur de films d'animation, est ici l'un des animateurs de marionnettes.
Dans la version américaine, la voix off est celle de Boris Karloff. Dans la version française, la voix off est celle de Jean Cocteau.

## Distinctions
- 1950 : Prix Méliès à Paris
- 1951 : Prix de la critique française au Festival d'Édimbourg
- 1955 : Premier prix au Festival de Locarno.